# Desastre minero de Listvyazhnaya
El desastre de la mina Listvyazhnaya fue un accidente minero que ocurrió el 25 de noviembre de 2021 en una mina de carbón en el Óblast de Kemerovo, Rusia. El humo de un incendio en un pozo de ventilación provocó la asfixia de más de 40 mineros. Un intento fallido de rescatar a los mineros atrapados resultó en la muerte de al menos cinco rescatistas cuando explotó la mina. Es el accidente minero más mortífero en Rusia desde la explosión de la mina Raspadskaya en 2010 en la misma región.

## Contexto
La mina Listvyazhnaya es parte de SDS-Holding, propiedad de Siberian Business Union. Según medios locales, una explosión de metano en la misma mina causó 13 muertes en 2004. En 2016, tras el desastre de la mina Vorkuta, las autoridades rusas evaluaron la seguridad de 58 minas de carbón en el país y declararon el 34% de ellas como potencialmente inseguras. Los informes de los medios afirman que Listvyazhnaya no estaba entre ellos.
Según la agencia de noticias rusa independiente Interfax, la última inspección de la mina Listvyazhnaya tuvo lugar el 19 de noviembre. Después del accidente, los funcionarios encargados de hacer cumplir la ley declararon que los mineros se habían quejado previamente de los altos niveles de metano en la mina. Los familiares de las víctimas también afirmaron que diez días antes se había producido un incendio en la mina.

## Accidente
El incidente ocurrió después de que el polvo de carbón de un conducto de ventilación se incendiara, lo que resultó en una explosión que llenó la mina de humo. Once mineros fueron encontrados muertos inmediatamente después. Muchos otros mineros lograron escapar inmediatamente después del incidente; sin embargo, decenas más quedaron atrapadas. Cuarenta y nueve de los sobrevivientes fueron transportados a hospitales, algunos de ellos mostrando signos de envenenamiento por humo, con cuatro en estado crítico. Cinco rescatistas murieron cuando la mina explotó durante un intento fallido de llegar a los mineros atrapados, y otros 53 rescatistas resultaron heridos.
Las operaciones de rescate se suspendieron más tarde después de que se detectaran altos niveles de metano en las minas, lo que aumentaba la posibilidad de una explosión. Las operaciones se reanudaron más tarde y 35 mineros más fueron encontrados muertos, elevando el número de muertos a 51. Un día después, un rescatista que había desaparecido fue encontrado con vida. Estaba consciente cuando lo encontraron y fue hospitalizado con una intoxicación moderada por monóxido de carbono. Había 285 mineros adentro durante la explosión.

## Consecuencias
Después del desastre, el Comité de Investigación de Rusia inició una investigación criminal sobre posibles violaciones de seguridad. Tres personas, incluido el director de la mina, su adjunto y el administrador del sitio, han sido arrestadas. La policía en Siberia también arrestó a dos inspectores de seguridad estatales. El presidente Vladímir Putin expresó sus condolencias a las familias de las víctimas. Kemerovo declaró tres días de luto. El jefe del Sindicato de Mineros Independientes de Rusia, Alexander Sergeyev, culpó del accidente al descuido de los propietarios y gerentes de la mina hacia las normas de seguridad.